# Enicospilus stygius
Enicospilus stygius là một loài tò vò trong họ Ichneumonidae.